# Наперстянка шерстистая
Наперстя́нка шерсти́стая (лат. Digitális lanáta) — вид многолетних травянистых растений рода Наперстянка семейства Подорожниковые (Plantaginaceae), ранее относился к семейству Норичниковые (Scrophulariaceae).

## Ботаническое описание

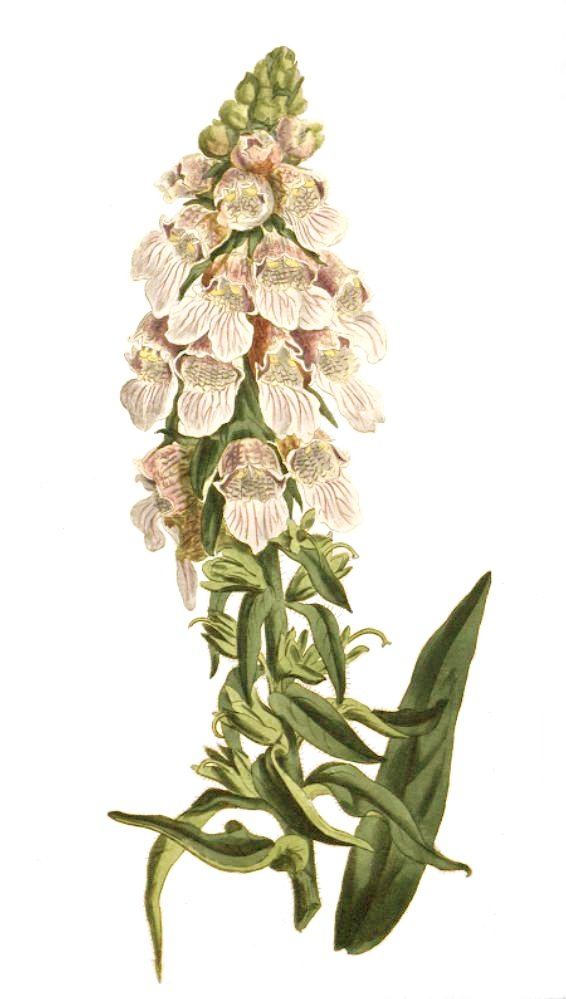
Ботаническая иллюстрация Джона Симса из журнала «The Botanical Magazine» № 43, 1828 года

Корневище горизонтальное, деревенеющее.
Стебли 30—80 см высотой, одиночные, прямостоячие, при основании слегка приподнимающиеся, большей частью тёмно-лиловые, простые, более-менее равномерно облиственные, с отмирающими к началу цветения самыми нижними листьями, в нижней части обычно голые, ось соцветия густо войлочно опушённая.
Прикорневые и нижние стеблевые листья 6—12(20) см длиной и 1,5—3,5 см шириной, продолговато-яйцевидные, тупые или заострённые, покрытые, как и верхние стеблевые листья, простыми многоклеточными и желёзистыми (головки из одной-двух клеток) волосками, большей частью цельнокрайные, реже по краю слегка волнистые или с несколькими мелкими зубчиками, с ясно заметной главной и тремя — четырьмя боковыми жилками. Верхние стеблевые листья 4—10 см длиной, ланцетные, острые, сидячие, постепенно уменьшающиеся и переходящие в прицветники. Верхние стеблевые листья сидячие, продолговато-ланцетные, около 4 см длиной и 1 см шириной, постепенно уменьшающиеся в размерах и переходящие в пазушные прицветники.
Кисть пирамидальная, более-менее длинная, сравнительно густая, многосторонняя. Цветочная ось, как прицветники и доли чашечки, густо опушённая. Цветки на коротких, желёзистоопушённых цветоножках в пазухах продолговато-ланцетных прицветников, которые равны или длиннее чашечки. Доли чашечки 10 мм длиной, ланцетные, острые, при плодах не расходящиеся. Венчик 20—30 мм длиной; трубка венчика шаровидно вздутая, буро-жёлтая с лиловыми жилками, верхняя губа неглубоко рассечена на две треугольные, отогнутые вверх лопасти; нижняя губа с маленькими треугольными, боковыми, отогнутыми наружу лопастями, с большой белой или рыжеватой, лопатообразной средней лопастью, почти равной трубке венчика. Тычинки при полном цветении равны по длине трубке венчика, голые. Пестик опушён.
Коробочка 8—12 мм длиной, конусовидная, тупая, с недлинным носиком, покрыта желёзистыми волосками. Семена четырёхгранно-призматические, 1,1—1,3 мм длиной и около 0,6 мм шириной. Цветёт в июле — августе.
|                                                  |  |  |
| Слева направо: розетки листьев, соцветие, цветок |  |  |

## Распространение
Европа: Венгрия, Албания, Болгария, Югославия, Греция, Румыния; территория бывшего СССР: Молдавия, Украина (запад); Азия: Турция.
Растёт в кустарниках, в лесах и на лугах, по известняковым и глинистым склонам гор и холмов.

## Химический состав
В листья наперстянки шерстистой содержатся кардиотонические гликозиды (карденолиды), из которых главные — дигиланиды (ланатозиды) А, В, С. При ферментативном гидролизе образуются вторичные гликозиды: ацетилдигитоксин, дигитоксин, ацетилгитоксин, гитоксин, ацетилдигоксин, дигоксин.

## Хозяйственное значение и применение
В качестве лекарственного сырья используют лист наперстянки шерстистой (лат. Folium Digitalis lanatae). Сырьё собирают на первом году жизни растения в фазе развитой розетки и немедленно после сбора высушивают при температуре 50—60 °С. Из сырья получают кардиотонические препараты: «Дигоксин», «Целанид», «Лантозид», которые обладают более сильным диуретическим действием, чем препараты наперстянки пурпурной.

## Ботаническая классификация

### Синонимы
По данным The Plant List (2010), в синонимику вида входят:
- Digitalis epiglottidea Brera ex Steud.
- Digitalis eriostachya Besser ex Rchb.
- Digitalis nova Winterl ex Lindl.
- Digitalis orientalis Elmig.
- Digitalis winterli Roth